# Eine chinesische Geschichte (Bulgakow)
Eine chinesische Geschichte (russisch Китайская история, Kitaiskaja istorija) ist eine Kurzgeschichte des sowjetischen Schriftstellers Michail Bulgakow, die am 6. Mai 1923 in der Petrograder Ausgabe der Prawda erschien. Die Moskauer Verlagsgenossenschaft Nedra brachte den Text 1925 in Buchform innerhalb der Sammlung Teufeliaden heraus.

## Inhalt
Der um die fünfundzwanzig Jahre alte kleine Chinese Sen Sin Po – fern der Heimat – hat keinen Propusk. Also kann er auf die Heimreise zunächst nur hoffen und schaut sich derweil in Moskau den Kreml von außen an. Des Abends kommt er in einer der Vorstädte bei einem bejahrten Landsmann, einem Opiumraucher, unter. In der Opiumhöhle krabbeln „kühne große Wanzen“. Im Opiumrausch wird Sen Sin Po von Lenin persönlich durch den Kreml geführt. Beide betreten den Balkon. Dem kleinen Chinesen wird die Rote Armee gezeigt. Zwei Tage darauf nennt sich Sen Sin Po einen „roten Chines“ und wird von den Rotarmisten als „einjährigfreiwilliger Chinese“ akzeptiert. Bevor der neue Soldat von den Genossen sein Maxim-Maschinengewehr erhält, muss nur noch der Kriegskommissar zustimmen. Sen Sin Po – ein Virtuose auf dem MG – wird in das Internationale Regiment abkommandiert. Sein Kommandeur stellt ihm eine Geldprämie in Aussicht. Sen Sin Po freut sich auf die bezahlte Heimreise. Der Feuerbefehl seines Kommandeurs ertönt. Der MG-Schütze Sen Sin Po lichtet die Reihen des anrennenden Gegners in einer „fürchterlichen Rhapsodie“. Es kommt, wie es kommen muss. Der Kommandeur kämpft bis zur vorletzten Kugel und gibt sich den Freitod. Als Sen Sin Po von einem der Gegner im Nahkampf mit dem Bajonett der Garaus gemacht wird, stirbt die Hoffnung auf die Heimreise nach China zuletzt.

## Deutschsprachige Ausgaben
Verwendete Ausgabe:
- Eine chinesische Geschichte. Sechs Bilder statt einer Erzählung. Aus dem Russischen von Thomas Reschke. S. 19–31 in Ralf Schröder (Hrsg.): Bulgakow: Teufeliaden. Erzählungen. Volk & Welt, Berlin 1994, ISBN 3-353-00945-0 (= Bd. 6: Gesammelte Werke (13 Bde.))